# The Dude's Experience with a Girl on a Tandem
The Dude's Experience with a Girl on a Tandem (ook wel bekend als The Dude and the Bathing Girl) is een stomme film. Deze komedie ging in augustus 1898 in première. De filmbeelden werden opgenomen in Queens, een grote wijk in New York.

## Verhaal
Het verhaal gaat over een jongeman die op het strand overgehaald wordt om bij een meisje achter op de tandem te stappen. Dit meisje rijdt vervolgens met fiets en al het water in. Haar vriendinnen, die in zee zwommen, duiken op de jongeman en proberen hem plagerig onder water te houden.